# Alfvesta Tidning
Alfvesta Tidning var en endagars dagstidning som kom ut från 8 oktober (provnummer) 1898 och sedan ordinarie från 14 oktober 1898 till 2 juni 1899
Tidningen trycktes hos Oscar Lindström i Växjö med typsnittet antikva. Utgivningsbeviset utfärdades för handlanden Carl Oscar Lindström den 24 september 1898 .Tidningen kom ut på fredagar hela utgivningstiden. Tidningen hade 4 sidor med 5 spalter och spaltytan 44 x 28 cm. Prenumeration kostade 1 kr. Redaktionsort var Växjö.